# Björknästjärnen
Björknästjärnen är en sjö i Jokkmokks kommun i Lappland och ingår i Luleälvens huvudavrinningsområde. Sjöns area är 0,059 kvadratkilometer och den är belägen 110 meter över havet.